# BROK the InvestiGator
BROK the InvestiGator est un jeu vidéo de rôle indépendant développé par COWCAT Games (en), sorti en 2022 sur PC et en 2023 sur consoles.

## Histoire
Le jeu a été financé via Kickstarter et a incorporé des contributions publiques. La démo du prologue du jeu est sortie le 2 décembre 2020 sur les plateformes Steam et GOG.com. Initialement prévu en 2021, le jeu sort sur Windows, Mac OS X et Linux via les plateformes Steam, GOG.com et itch.io le 26 août 2023. Le 1er mars 2023, le jeu sort sur consoles Nintendo Switch,,, PlayStation 4, PlayStation 5, Xbox One et Xbox Series.
Il s'agit de la deuxième sortie commerciale de Fabrice Breton après Demetrios (en) à partir de 2016.

## Trame
La prémisse du jeu se déroule dans un monde qui se déroule dans une ère futuriste de « cyberpunk léger » où les animaux anthropomorphes ont remplacé les humains. Des citoyens privilégiés vivent sous un dôme protégé de la pollution ambiante tandis que tous les autres citoyens souffrent pour arriver à joindre les deux bouts.
Le personnage principal du jeu est Brok, un alligator, détective privé de 35 ans, qui est également un ancien boxeur de championnat. Il vit dans un appartement en sous-sol avec un chat nommé Graff, âgé de 16 ans, qui est le beau-fils adolescent de Lia, la femme de Brok, qui est décédée 5 ans auparavant. Autant Brok n'a pas pu clarifier exactement l'accident de Lia, autant les événements qui se sont produits récemment pourraient révéler plus d'informations sur un résultat beaucoup plus tragique et cela pourrait même être lié à leur existence. Maintenant, Brok et Graff doivent sortir et endurer tout le danger horrible que le monde corrompu a créé et doivent être prêts à faire face à leur destin.

## Système de jeu
Brok the InvestiGator se joue comme un jeu d'aventure classique point and click, mais il combine des éléments de beat them all à défilement horizontal et des jeux de rôle, avec l'aspect d'un dessin animé du samedi matin (en) des années 1980 et du début des années 1990. Les joueurs contrôlent le personnage titulaire Brok ainsi que Graff (une fois qu'il rejoint votre personnage dans la progression du jeu), où ils peuvent être échangés à tout moment.
Les joueurs doivent parcourir les lieux pour parler à d'autres personnages non jouables, trouver et combiner des indices, étudier des scénarios autour de l'environnement et résoudre des énigmes en utilisant des capacités de réflexion ou en utilisant leur esprit d'action. Tout en explorant, les joueurs peuvent également sauter et attaquer des ennemis ou des objets comme dans les jeux de beat em 'up (comme Final Fight ou Streets of Rage 2). Lorsque des ennemis et des boss arrivent, les joueurs doivent alors se battre contre eux (les scènes de combat peuvent être ignorées si le jeu se joue en mode facile). Lorsqu'ils sont vaincus, les joueurs gagnent des points d'expérience. Lorsqu'ils en gagnent assez, ils améliorent leur force comme dans les jeux de rôle. Les joueurs ont également accès à un inventaire où les armes et les objets peuvent être utilisés au combat, pour résoudre des énigmes ou pour une aide de soutien.

## Développement
Ce jeu est en développement depuis 2016. Lorsque le jeu a eu sa page Kickstarter le 5 janvier 2021, Breton a atteint son objectif principal de promesse d'un minimum de 12 000 euros en seulement 17 h. Des « objectifs étendus » supplémentaires tels que des animations plus meilleures et plus fluides ainsi que des batailles de boss supplémentaires et facultatives, une chanson thème officielle pour le jeu, une bande dessinée officielle basée sur le jeu, plusieurs jeux contextuels sur écrans, un commentaire de développeur et même un canapé le mode multijoueur coopératif a également été atteint. Et à la fin de la campagne de financement Kickstarter d'ici le 5 février 2021, les résultats finaux sont venus avec un financement de 346%, soutenu par 1 060 supporters pour un total de 41 588 euros, atteignant plus du triple de son objectif principal initial.
Le jeu est uniquement annoncé comme le premier d'un hybride entre un jeu d'aventure point and click et un beat them all à défilement latéral avec des éléments de jeu de rôle (en particulier, le jeu est annoncé comme un jeu « Punch n 'Click » ),. Le style artistique du jeu a été inspiré par l'animation occidentale des années 1980 et du début des années 1990. Plus précisément, les dessins animés de The Disney Afternoon qui étaient très populaires tout au long des années 1990. De plus, le scénario de la première partie du jeu a été édité par le pionnier de Disney Jymn Magon, un écrivain de télévision et de cinéma américain qui a été co-créateur / scénariste pour La Bande à Picsou, Les Gummi, Super Baloo et Dingo et Max.
Le développement du jeu étant principalement effectué en France, le jeu a cependant été écrit, scénarisé et interprété entièrement en anglais avec plus de 23 000 lignes de dialogue fournies. Ensuite, Breton lui-même a traduit en français tout le texte et les dialogues du jeu. Le jeu sera disponible dans un total de dix langues au total le jour de son lancement dans le monde. En plus de l'anglais et du français, le jeu sera également officiellement localisé et traduit en japonais, espagnol castillan, allemand, italien, portugais brésilien, russe, polonais et chinois simplifié. Cependant, le doublage sera toujours en anglais, car le dialogue audio sera affiché via le texte de sous-titre traduit vers toutes les options de langue non anglaise. En raison de contraintes budgétaires, il n'est actuellement pas prévu de doubler le jeu dans d'autres langues.
Des extras déverrouillables seront également inclus dans la version du jeu, tels que des illustrations dessinées par des fans du monde entier qui ont fait la coupe pour être présentés, où les joueurs peuvent dépenser des points supplémentaires pour les débloquer. Il y avait aussi un concours organisé pour le jeu où les heureux gagnants recevaient des prix.

### Distribution
Pour tous les paramètres de langue, le jeu utilise uniquement des acteurs vocaux anglais pour le dialogue vocal. Il n'est actuellement pas prévu de doubler le jeu en français ou dans d'autres langues. La raison est due à des contraintes budgétaires, car plus de 23 000 lignes ont été enregistrées dans les seules lignes anglaises du jeu. Créer un son complet d'acteur vocal pour toutes les lignes dans plusieurs langues est coûteux. Dans la mesure où les correctifs sont publiés en ligne après leur publication, c'est imprévisible. Cependant, des sous-titres français seront fournis (Breton, le créateur lui-même a déjà traduit tout le texte et les dialogues en français).

## Accueil
Le site Geek and Chill est positif sur le jeu, qu'il décrit comme étant un jeu d'enquête, avec des embranchements scénaristiques bien travaillés. Le testeur de Geek and Chill  n'a relevé « aucune incohérence » dans l'histoire et salue un scénario « cossu », « pensé », qui propose 11 fins possibles. Le testeur estime que BROK est un jeu auquel on peut rejouer en faisant de nouvelles découvertes. Les points négatifs sont de « nombreuses coquilles » et un son qui se réverbère une fois sur deux. Mais le testeur de Geek and Chill note que Fabrice Breton a travaillé quasiment seul sur son jeu, et le testeur se montre peu sévère vis-à-vis des bugs, qui selon lui « n’entachent pas l’enquête en elle-même » Le site Couple of Gamer avertit que le jeu mélange enquête et combats, ce qui « ne plaira pas forcément à tout le monde », mais salue également la qualité du scénario, l'ambiance, et une « très bonne rejouabilité ». Le site Xboxygene estime que la partie combat du jeu est « évidemment en deçà de ce que propose la concurrence spécialisée du genre », mais que les personnages et l'intrigue sont bien écrites, cette dernière offrant de nombreux rebondissements. Le site Metacritic indique à partir de l'analyse de 6 recensions critiques du jeu que le pourcentage d'opinions favorables est de 79%.